# Wilhelm August Julius Albert
Wilhelm August Julius Albert (Hannover, 24 gennaio 1787 – Klausthal, 4 luglio 1846) è stato un mineralogista e inventore tedesco.
Il suo nome è legato all'invenzione delle funi metalliche, con trefoli e fili avvolti nello stesso senso.